# Языки Канады
Языки́ Кана́ды — уникальная совокупность значительного количества языков коренного населения, языков иммигрантов и возникающих в Канаде диалектов и гибридных языков. С 1960-х гг. законодательством, социальной политикой и специальной терминологией в Канаде подчёркивается её мультикультурализм и растёт число языков, поддерживаемых государством, местными администрациями и частной инициативой. В Канаде говорят более чем на 450 различных языках. Продолжающийся рост языкового разнообразия в Канаде отражает рост иммигрантского населения страны.
По данным последней переписи населения Канады 2021 года, более 21,4 % канадцев сообщили, что их родной язык не является ни английским, ни французским. Родной язык определяется как язык, который был выучен первым и до сих пор понимается. По данным последней переписи населения Канады 2021 года, население Канады по одному родному языку распределялось на англоязычных (54,9 %), франкоязычных (19,6 %), оба показателя немного снизились по сравнению с переписью 2016 года, и говорящих на других языках (21,4 %). 7,8 миллиона канадцев (21,4 %) сообщили об одном родном языке, отличном от английского или французского, что представляет собой небольшое увеличение по сравнению с 21,1 % канадцев в 2016 году. Небольшой, но растущий процент населения (3,2 %) сообщил о нескольких родных языках, большинство являющийся комбинацией английского языка и языка, отличного от французского.
По данным последней переписи населения Канады 2021 года, более 200 языков были названы родными, а 18 языков, по крайней мере, 100 000 канадцев указали как родной язык. Наиболее распространёнными родными языками кроме английского и французского канадцы указали: севернокитайский (679 260, как единственный родной и 730 125, в ряду нескольких родных), панджаби (666 585, как единственный родной и 763 785, в ряду нескольких родных), кантонский (553 375, как единственный родной и 610 425, в ряду нескольких родных), испанский (538 875, как единственный родной и 600 795, в ряду нескольких родных), арабский (508 410, как единственный родной и 629 060, в ряду нескольких родных), тагальский (филиппинский) (461 155, как единственный родной и 592 395, в ряду нескольких родных), итальянский (319 500, как единственный родной и 366 075, в ряду нескольких родных), немецкий (272 865, как единственный родной и 303 655, в ряду нескольких родных), португальский (240 685, как единственный родной и 266 560, в ряду нескольких родных), урду (235 295, как единственный родной и 297 575, в ряду нескольких родных), русский (197 900, как единственный родной и 220 360, в ряду нескольких родных), западный фарси (179,430, как единственный родной и 190,785, в ряду нескольких родных), вьетнамский (173 000, как единственный родной и 193 915, в ряду нескольких родных), корейский (170 400, как единственный родной и 184 655, в ряду нескольких родных), хинди (152 820, как единственный родной и 224 410, в ряду нескольких родных), тамильский (152 850, как единственный родной и 184 750, в ряду нескольких родных), польский (160 170, как единственный родной и 176 005, в ряду нескольких родных), гуджарати (138 985, как единственный родной и 168 800, в ряду нескольких родных), сербско-хорватский (116 740, как единственный родной и 129 135, в ряду нескольких родных), греческий (93 335, как единственный родной и 108 790, в ряду нескольких родных), румынский (93 160, как единственный родной и 100 425, в ряду нескольких родных), бенгальский (87 580, как единственный родной и 104 325, в ряду нескольких родных). Для некоторых единственно родных языков наблюдался значительный рост с прошлой переписи 2016 года. По данным последней переписи населения Канады 2021 года, среди языков, которые указали как единственно родные не менее 100 000 канадцев, наибольший рост продемонстрировали хинди (38 %), пенджаби (33 %), гуджарати (28 %) и испанский (28 %), что отражает высокую иммиграция из Индии в последние годы, так же заметно росли арабский (18 %), севернокитайский (15 %), португальский (14 %), вьетнамский (13 %), урду (10 %), корейский (9 %), тамильский (9 %), и русский (6 %). С другой стороны, некоторые европейские языки, в частности немецкий (-27 %), итальянский (-17 %) и польский (-12 %), продемонстрировали значительное снижение количества канадцев указавших их как родные языки. Эти тенденции отражают демографическое старение этих групп иммигрантов.
По данным последней переписи населения Канады 2021 года, 2,5 миллиона канадцев, 6,7 % населения Канады, не говорят дома по-английски или по-французски. Многие из тех, кто указал, что их родной язык не является ни английским, ни французским, сообщили, что говорят дома преимущественно по-английски или по-французски. Из 7,9 миллиона канадцев, родным языком которых не является ни английский, ни французский, 2,8 миллиона (35,1 %) указали, что говорят дома преимущественно только на английском или французском языках. Ещё 832 000 канадцев (10,5 %) сообщили, что чаще всего говорят дома на английском или французском языках в сочетании с другим языком, как правило, своим родным языком. Более половины (54 % или 4,3 миллиона) тех канадцев, чей родной язык не является ни английским, ни французским, говорят дома преимущественно по-английски или по-французски. Однако 43 % из тех, кто чаще всего дома не говорит по-английски или по-французски, регулярно говорят по-английски или по-французски. По данным последней переписи населения Канады 2021 года, наиболее распространёнными языками на которых говорят дома, вместо английского или французского канадцы указали: севернокитайский (325 тыс.), панджаби (297 тыс.), кантонский (253 тыс.), испанский (172 тыс.), арабский (125 тыс.), тагальский (филиппинский) (78 тыс.), корейский (75 тыс.), вьетнамский (70 тыс.), русский (69 тыс.), западный фарси (69 тыс.), португальский (67 тыс.), урду (64 тыс.), итальянский (58 тыс.), немецкий (54 тыс.) и тамильский (51 тыс.).
По данным последней переписи населения Канады 2021 года, в общей сложности 6,6 миллиона канадцев (18 %) сообщили, что они могут говорить как на английском, так и на французском языках, что соответствует уровню 2016 года. Среди франкофонов (родной французский язык) 47,6 % были двуязычными, по сравнению с 9,0 % англоязычных и 11,5 % тех, чей родной язык не является ни английским, ни французским. Из всех провинций и территорий двуязычие было самым высоким в Квебеке (46,4 %) и Нью-Брансуике (34 %). Уровень двуязычия увеличился в Квебеке с 44,5 % в 2016 году, но снизился в остальной части Канады. В Квебеке 67 % тех, у кого английский родной язык, были двуязычными по сравнению с 51 % тех, у кого родной язык ни английский и ни французский, и 42 % тех, у кого родной французский язык. Городскими агломерациями Канады с самым высоким уровнем двуязычия были Монреаль (56,4 %), Шербрук (46 %), Монктон (45,9%), Оттава-Гатино (43,1 %) и Квебек (41,5 %). По всей Канаде 690 000 канадцев (1,9 %) указали, что не говорят ни по-английски, ни по-французски. Из них 44 % были в возрасте 65 лет и старше. Число людей, не говорящих ни по-английски, ни по-французски, выросло на 6,3 % по сравнению с переписью 2016 года по сравнению с общим приростом населения на 5,2 %. По данным последней переписи населения Канады 2021 года, родными языками на которых говорит более 100 000 канадцев с самым высоким процентом не говорящих ни по-английски, ни по-французски были: кантонский (20,6 %), севернокитайский (17,5%), вьетнамский (14,4 %) и панджаби (13,8 %). По данным последней переписи населения Канады 2021 года, в Нунавуте самый высокий уровень двуязычия — 68 %. Большинство населения Нунавута свободно владеют английским и инуктитутским языками. В Квебеке самый высокий уровень трёхъязычного населения - 12 %. В Монреале каждый пятый житель сообщил, что свободно говорит на трёх языках. Почти 50 000 канадцев сообщили, что знают язык жестов, причём более половины этого числа — чуть менее 28 000 — заявили, что регулярно используют язык жестов дома.
По данным последней переписи населения Канады 2021 года, население Канады по родному языку распределялось на англоязычных (58,4 %), франкоязычных (20,9 %) и говорящих на других языках (24,2 %). В категорию других языков входило более 215 языков. Из них самым распространённым был панджаби на котором говорили 763 785 человек (2,1 %). В 2021 году более 8,8 миллиона человек — 24,15 % канадцев — сообщили, что другой язык (не английский и не французский) является их родным языком. Некоторые из наиболее распространённых родных языков иммигрантов включают панджаби (763 785 человек), севернокитайский язык (730 125 человек), арабский (629 060 человек), кантонский (610 420  человек), испанский (600 795 человек), тагальский (592 400 человек), итальянский (366 070 человек) и немецкий (303 655 человек). Наиболее распространёнными языками иммигрантов по провинция и территориям Канады являются: тагальский в Юконе, Северо-Западных территориях, Нунавуте, Альберте, Саскачеване и Манитобе; пенджаби в Британской Колумбии; севернокитайский в Онтарио и на острове Принца Эдуарда; арабский в Квебеке, Ньюфаундленде и Лабрадоре, Новой Шотландии и Нью-Брансуике.
По данным на 2021 год, английский и французский языки являлись домашними соответственно для 63,8 % и 19,2 % населения (в канадской статистике вместо понятия «родной язык» часто применяется термин «домашний язык» — язык, на котором чаще всего говорят дома).
Английский является первым официальным языком, на котором говорят немногим более трёх из четырёх канадцев. Эта доля увеличилась с 74,8 % в 2016 году до 75,5 % в 2021 году. Французский язык является первым официальным языком, на котором говорит всё большее число канадцев, но его доля упала с 22,2 % в 2016 году до 21,4 % в 2021 году. Доля канадцев, говорящих дома преимущественно по-французски, уменьшилась во всех провинциях и территориях, кроме Юкона. Доля двуязычных англо-французских канадцев (18,0 %) практически не изменилась по сравнению с 2016 годом. В Канаде в 2021 году у каждого четвёртого канадца был хотя бы один родной язык, кроме английского или французского, а каждый восьмой канадец говорил дома преимущественно на языке отличном от английского или французского. В 2021 году 189 000 человек сообщили, что у них есть хотя бы один родной язык коренных народов. 4,6 миллиона канадцев говорят дома преимущественно на языке отличном от английского или французского.
По данным последней переписи населения Канады 2021 года, английский и французский являются наиболее распространёнными языками: более 9 из 10 канадцев говорят дома на одном из двух официальных языков. 4 из 10 канадцев могли вести разговор более чем на одном языке, а 1 из 11 мог говорить на трёх и более языках. Перепись 2021 года показала, что доля канадцев, для которых английский является первым официальным языком, увеличилась, а доля канадцев, владеющих французским языком, уменьшилась. 75,5 % и 21,4 % канадцев говорят на английском и французском как на родном языке, но только 63,8 % говорят дома преимущественно по-английски, а 19,2 % говорят дома преимущественно по-французски. Почти 7 из 10 канадцев, чей родной язык не является ни английским, ни французским, говорят дома на одном из двух языков. 12,7 % канадцев говорят преимущественно дома на языке, отличном от официального языка Канады, и у каждого четвёртого канадца был родной язык, отличный от английского или французского.
Перепись 2021 года показала, что число канадцев, говорящих преимущественно по-французски, уменьшилось во всех других провинциях и территориях Канады, кроме Квебека, Британской Колумбии и Юкона. Более 1 миллиона человек (13 %) в Квебеке говорят на английском как на родном языке, а 7 из 10 носителей английского языка проживали на острове Монреаль. По данным последней переписи населения Канады 2021 года, в то время как число франкоговорящих в Квебеке увеличивается, доля населения, говорящего преимущественно по-французски дома в провинции, сокращается (с 79,0 % в 2016 году до 77,5 % в 2021 году). Почти шесть из десяти двуязычных англо-французских канадцев живут в провинции Квебек. За пределами Квебека более половины населения, первым официальным языком которого является французский, проживало в провинции Онтарио, а четверть - в провинции Нью-Брансуик. Во время переписи 2021 года более половины населения северного и юго-восточного Нью-Брансуика могли вести разговор на английском и французском языках. Среди провинций и территорий доля населения с английским языком в качестве первого официального языка в 2021 году выглядит следующим образом: Ньюфаундленд и Лабрадор (99%), Саскачеван (98 %), Новая Шотландия (97 %), Альберта (97 %), Остров Принца Эдуарда (96 %), Манитоба (96 %), Северо-Западные территории (96 %),  Британская Колумбия (95 %), Юкон (95 %), Онтарио (93 %), Нунавут (93 %), Нью-Брансуик (69 %) и Квебек (13 %).
Английский и французский языки признаны Конституцией Канады в качестве «официальных». Это означает, что все законы на федеральном уровне обязаны приниматься как на английском, так и на французском языке, и что услуги федеральных органов должны быть доступны на обоих языках.
По данным последней переписи населения Канады 2021 года, 188 900 канадцев сообщили, что они говорят как на родном хотя бы на одном из более чем 60 различных родных языков коренных народов Канады, что составляет около 0,5 % населения Канады. На семнадцати языках коренных канадцев, как на родном, говорят более 1000 человек. Наибольшее число говорящих было на алгонкинских языках (97 125 человек), за ними следуют кри (53 070 человек) и Инуктутские (инуитские) языки (33 790 человек).. Однако эти оценки занижены из-за неполного учёта отдельных заповедников и населённых пунктов в переписи населения. Всего на языках коренного населения Канады, многие из которых уникальны для Канады, говорит 243 000 канадцев около 0,66 % населения Канады, из них 85 835 канадцев говорили дома преимущественно на языке коренных народов. Языки инуктитут, кри и инну (монтанье) являются языками коренных народов, на которых говорят преимущественно дома.
По данным последней переписи населения Канады 2021 года, помимо английского и французского, наиболее распространёнными языками в стране были севернокитайский и панджаби. 4,6 миллиона канадцев (12,7 %) говорят дома преимущественно на языке отличном от  английского или французского. На панджаби и севернокитайском говорят дома преимущественно более полумиллиона канадцев. По данным переписи 2021 года, более ста тысяч человек говорят дома преимущественно на кантонском, испанском, арабском, тагальском, персидском, урду, русском и корейском языках. По сравнению с прошлой переписью 2016 года всё больше людей говорят дома на языках Южной Азии, таких как малаялам, хинди, панджаби и гуджарати, из-за увеличения миграции, в то время как количество канадцев, говорящих дома преимущественно на европейских языках, таких как итальянский, польский или греческий, уменьшилось с 2016 по 2021 год.
Среди крупных городских центров 27,6 % в Ванкувере, 26,3 % в Торонто, 20,9 % в Абботсфорде-Миссии, 17,4 % в Калгари, 15,3 % в Виннипеге, 14,9 % в Китченере-Кембридже-Ватерлоо, 14,3% в Эдмонтоне и 13,2 % в Монреале, говорят преимущественно дома на языке, отличном от английского или французского. В Торонто и Ванкувере более чем каждый четвёртый человек говорят преимущественно дома на языке, отличном от английского или французского. Севернокитайский является основным из неофициальных языков, на котором говорят преимущественно дома в Торонто и Ванкувере, а в Монреале это испанский и арабский языки. Хотя большинство европейских языков и тамильский язык не входят в список языков, на которых чаще всего говорят дома, число людей, для которых эти языки являются родными, довольно велико. Увеличение числа людей, говорящих на азиатских языках, связано с увеличением иммиграции из этих регионов. Статистическое управление Канады сообщает, что каждый пятый, прибывший в Канаду с мая 2016 года по декабрь 2020 года, родился в Индии, а каждый десятый постоянный житель, приехавший в Канаду, родился в Китае или на Филиппинах.

## Историческая динамика
До прибытия европейцев в Канаде были распространены аборигенные языки: в Арктике — инуитские языки, в центральной и восточной Канаде — алгонкинские языки (с небольшим кластером языков сиу на границе нынешних Саскачевана и Альберты), вдоль реки Святого Лаврентия — ирокезские языки (из которых произошло название Канада), на западе — языки на-дене, и вдоль побережья Британской Колумбии — малочисленные изолированные языки. Наиболее многочисленными из аборигенных языков были и до сих пор остаются алгонкинские языки. Число носителей аборигенных языков оставалось относительно постоянным до конца 19 века, после чего начало резко сокращаться в результате политики принудительного помещения детей в индейские школы-интернаты, от которой Канада отказалась только в 1970-е гг.
Если не считать кратковременной и безуспешной попытки скандинавской колонизации (Винланд), двумя основными языками европейских поселенцев в Канаде были английский и французский. Третьим по численности примерно до середины 19 в. был канадский гэльский диалект (включая основанные на нём пиджины, такие как банги), однако с того времени число его носителей неуклонно снижалось. Также в результате контактов европейцев с индейцами и смешанных браков возник ряд пиджинных языков (мичиф, банги и др.)
Французский язык, первоначально преобладавший в Атлантических провинциях (историческая Акадия), в результате депортаций конца 18 века и особенно массовой миграции из Англии и Шотландии в 19 в. почти исчез в Новой Шотландии и на Острове Принца Эдуарда, а в Нью-Брансуике уступил первое место английскому. В центральной Канаде (Манитоба, Саскачеван и Альберта), французский язык краткое время преобладал среди поселенцев-метисов, среди которых вели активную деятельность франкоязычные миссионеры, но с конца 19 в. в течение одного-двух поколений был вытеснен английским и в настоящее время сохраняется лишь в небольшом числе семей. В то же время, в Квебеке, благодаря высокой рождаемости в семьях франкоканадцев, французский язык пережил взрывной рост носителей с середины 19 в. и примерно до 1960-х гг., после чего число носителей стало медленно снижаться. Похожая тенденция имела место среди франко-онтарийцев на территории от Оттавы и к востоку вдоль реки Оттава.
Славянские языки в целом составляют весьма небольшую долю в населении Канады. В начале 20 в. в центральную Канаду прибыло большое количество носителей украинского языка, и ещё одна украиноязычная волна прибыла после 2-й мировой войны. Вплоть до 1970-х гг. в Канаде активно издавалась литература и пресса на украинском языке, однако часть украинской диаспоры постепенно перешла на языки окружения (английский или французский). К началу 21 в. продолжает сохраняться тенденция к падению числа носителей украинского языка, и к росту — польского и русского.
Ближе к 1970-м гг. меняется иммиграционная политика Канады; если ранее предпочтение явно или в скрытом виде отдавалось белым иммигрантам европейского или американского происхождения, то с 1970-х и особенно после принятия принципа мультикультурализма иммиграция становится возможной на основании объективных факторов, а не только происхождения. В связи с этим в Канаде начинается быстрый рост числа выходцев из Азии и в меньшей степени — Африки, что выводит на первые места в рейтинге домашних языков Канады китайский, панджаби, хинди, урду и арабский языки. Также увеличивается приток иммигрантов из Латинской Америки (испанский и португальский языки).

## Знание языков на личном уровне

### Родные языки

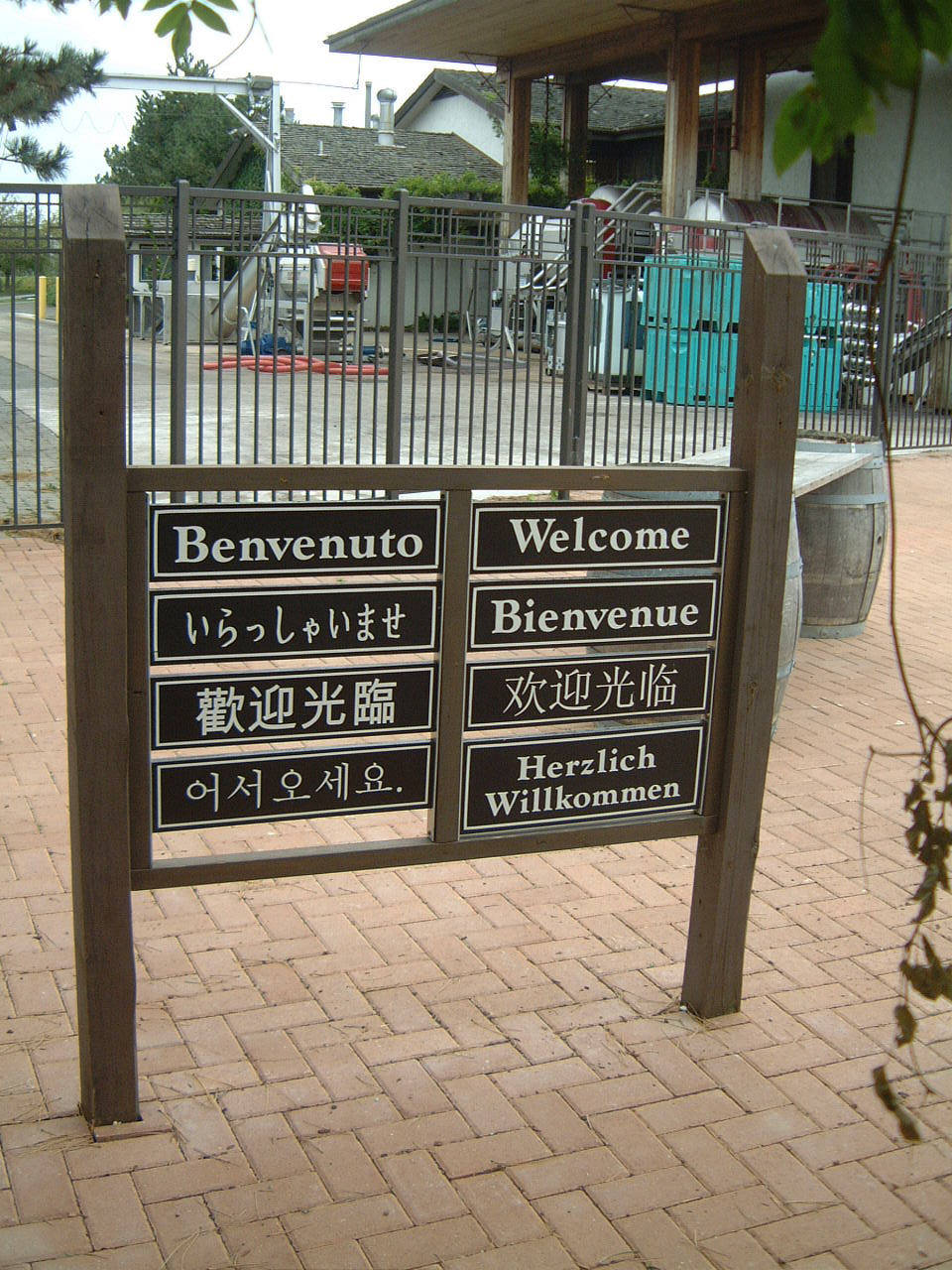
«Добро пожаловать» при входе на виноградник Иннискиллин, Ниагара-он-те-Лейк, Онтарио, октябрь 2007

Ниже приведены двадцать пять наиболее распространённых в Канаде родных языков, по данным последней переписи населения Канады 2021 года.
1. Английский 21 372 885 (58,4 %)
2. Французский 7 651 360 (20,9 %)
3. Панджаби 763 785 (2,1 %)
4. Китайский (Путунхуа) 730 125 (2 %)
5. Арабский 629 060 (1,7 %)
6. Китайский (Кантонский) 610 420 (1,7 %)

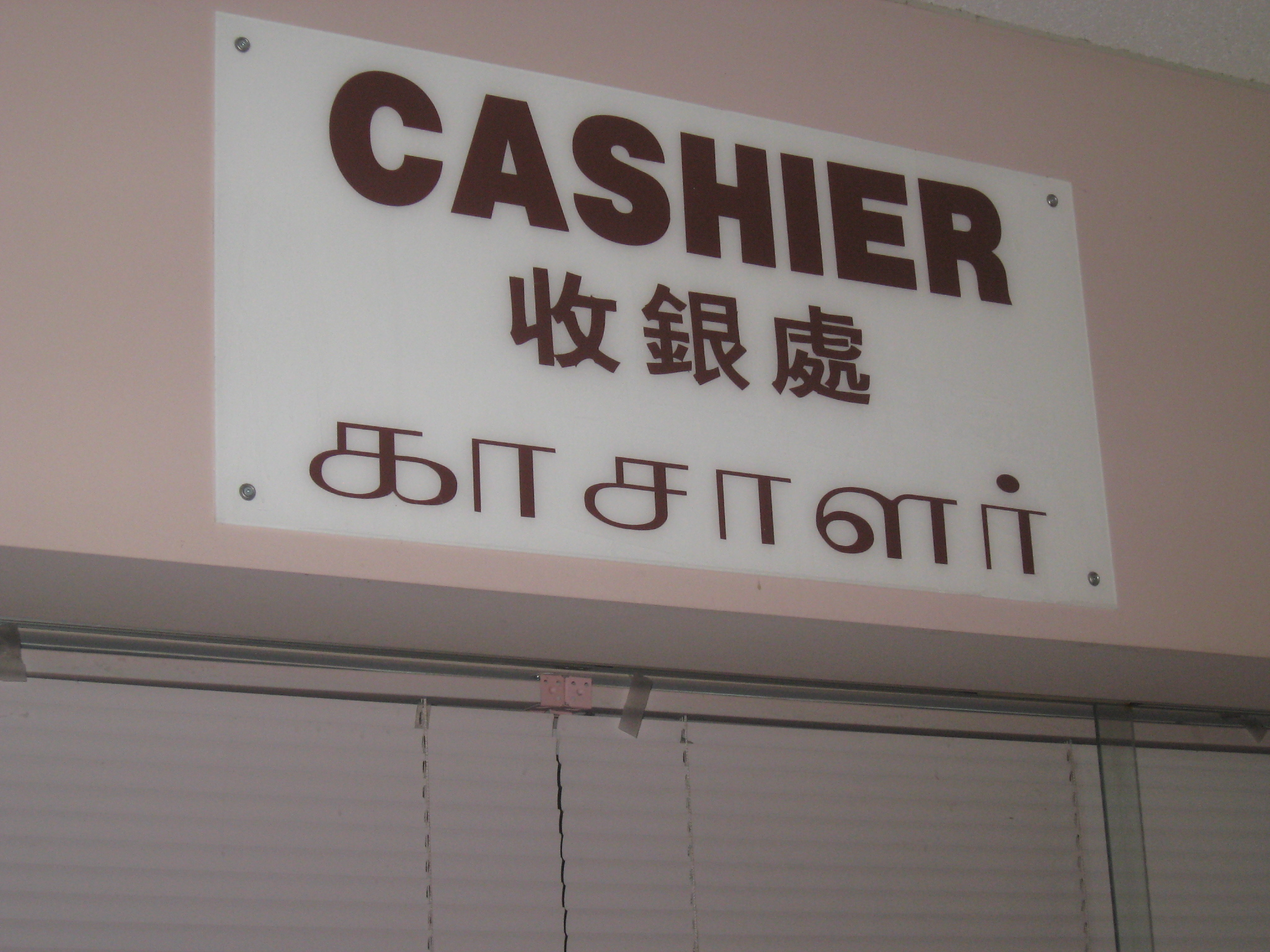
Знак на английском, китайском и тамильском в больнице Скарборо Грейс

7. Испанский 600 795 (1,6 %)
8. Тагальский 592 400 (1,6 %)
9. Итальянский 366 070 (1 %)
10. Немецкий 303 655 (0,8 %)
11. Португальский 266 555 (0,7 %)
12. Хинди 224 410 (0,6 %)
13. Русский 220 355 (0,6 %)
14. Вьетнамский 193 915 (0,5 %)
15. Персидский 190 785 (0,5 %)
16. Урду 297 575 (0,8 %)
17. Тамильский 184 750 (0,5 %)
18. Корейский 184 650 (0,5 %)
19. Польский 176 010 (0,5 %)
20. Гуджарати 168 800 (0,5 %)
21. Греческий 108 790 (0,3 %)
22. Бенгальский 104 325 (0,3 %)
23. Румынский 100 420 (0,3 %)
24. Украинский 99 945 (0,3 %)
25. Нидерландский 88 970 (0,2 %)

### Географическое распространение
В таблице показано распространение «родных языков» в каждой провинции и территории Канады по данным переписи населения 2016 года.
| Провинция/Территория       | Население  | Английский | %        | Французский | %       | Другие языки | %       | Официальные язык(и) |
| -------------------------- | ---------- | ---------- | -------- | ----------- | ------- | ------------ | ------- | --- |
| Онтарио                    | 13 312 870 | 9 255 660  | 69,52 %  | 568 345     | 4,27 %  | 3 865 780    | 29,04 % | Английский (де-факто), французский (де-юре)                                                                            |
| Квебек                     | 8 066 555  | 718 985    | 8,91 %   | 6 377 080   | 79,06%  | 1 173 345    | 14,54 % | Французский |
| Британская Колумбия        | 4 598 415  | 3 271 425  | 71,14 %  | 71 705      | 1,56 %  | 1 360 815    | 29,59 % | Английский (де-факто)                                                                                                  |
| Альберта                   | 4 026 650  | 3 080 865  | 76,51 %  | 86 705      | 2,15 %  | 952 790      | 23,66 % | Английский (де-факто)                                                                                                  |
| Манитоба                   | 1 261 615  | 931 410    | 73,83 %  | 46 055      | 3,65 %  | 316 120      | 25,06 % | Английский (де-факто), французский (де-юре)                                                                            |
| Саскачеван                 | 1 083 240  | 910 865    | 84,09 %  | 17 735      | 1,64 %  | 173 475      | 16,01 % | Английский (де-факто)                                                                                                  |
| Новая Шотландия            | 912 300    | 838 055    | 91,86 %  | 33 345      | 3,66 %  | 49 165       | 5,39 %  | Английский (де-факто)                                                                                                  |
| Нью-Брансуик               | 736 280    | 481 690    | 65,42 %  | 238 865     | 32,44 % | 25 165       | 3,42 %  | Английский, французский                                                                                                |
| Ньюфаундленд и Лабрадор    | 515 680    | 501 350    | 97,22 %  | 3 020       | 0,59 %  | 13 035       | 2,53 %  | Английский (де-факто)                                                                                                  |
| Остров Принца Эдуарда      | 141 020    | 128 975    | 91,46 %  | 5 395       | 3,83 %  | 7 670        | 5,44 %  | Английский (де-факто)                                                                                                  |
| Северо-Западные территории | 41 380     | 32 545     | 78,65 %  | 1 365       | 3,30 %  | 8 295        | 20,05 % | Чипевьян, кри, английский, французский, гвичин, инуиннактун, инуктитут, инувиалуктун, северный раби, южный раби, тличо |
| Юкон                       | 35 555     | 29 765     | 83,72 %  | 1 815       | 5,10 %  | 4 665        | 13,12 % | Английский, французский                                                                                                |
| Нунавут                    | 35 695     | 11 745     | 32,90 %% | 640         | 1,79 %  | 24 050       | 67,38 % | Инуктитут, инуиннактун, английский, французский                                                                        |
| Канада                     | 34 767 255 | 20 193 340 | 58,08 %  | 7 452 075   | 21,43 % | 7 974 375    | 22,94 % | Английский, французский                                                                                                |

### Английский язык
В 2016 году чуть менее 20,6 миллиона канадцев говорили дома по-английски. Английский преобладает во всех провинциях за исключением Квебека, где его предпочитает только 10,5 % населения. В Квебеке проживает только 3,6 % англоязычного населения Канады — большинство в Монреале.

### Французский язык
По данным на 2006 год чуть более 6,6 миллиона канадцев говорило дома на французском языке, из них 91,2 % проживало в Квебеке. За пределами Квебека самые большие франкоязычные сообщества находятся в Нью-Брансуике (там проживает 3,5 % канадского франкоязычного населения), Онтарио (4,4 %, преимущественно в восточной и северо-восточной части провинции, а также в Торонто), и южной Манитобе (0,3 %).
В некоторых провинциях существуют небольшие исконно франкоязычные сообщества. В частности, на полуострове Пор-о-Пор на Ньюфаундленде такая община сохранилась со времён французского контроля над полуостровом.
Кроме потомков квебекцев и лиц акадского происхождения, много говорящих по-французски людей в 1960-х годах иммигрировало в Квебек из Франции, Бельгии, Марокко, Ливана, Швейцарии и Гаити.
В результате этой волны иммиграции, а также ассимиляции нефранкоязычных эмигрантов (ирландцев, англичан, итальянцев, португальцев и т. д.), франкоязычные Квебека имеют различное этническое происхождение. Из франкоязычных премьер-министров Квебека пятеро имели британское происхождение: Джон Джонс Росс, Эдмунд Джеймс Флинн, Дэниел Джонсон старший, Пьер-Марк Джонсон и Дэниел Джонсон младший.
Ассимиляция франкоязычных за пределами Квебека привела к тому, что более миллиона канадцев, декларирующих в качестве родного языка английский, имеет французское происхождение.

### Двуязычие
Согласно данным на 2016 год только 1,8 % жителей Канады не знало хотя бы одного из двух официальных языков страны, однако только 17,9 % канадцев были англо-французскими билингвами.
Знание доминирующего в данной местности официального языка практически повсеместно во всех частях Канады, однако знание второго языка встречается довольно редко. В Квебеке достаточной высок билингвизм 95 % квебекцев говорит по-французски, а 41,5 жителей Квебека также могут говорить по-английски. За пределами Квебека, почти 85 % канадцев знает английский, но только 6,8 % — французский.
Таким образом, большинство двуязычных канадцев проживает в Квебеке, хотя большая часть населения провинции одноязычно.

## Уникальные для Канады языки

### Языки коренного населения Канады
Аборигенные языки Канады
Статистическое управление Канады показало, что 260 550 человек сообщили о способности говорить на языке коренных народов Канады; это представляет собой увеличение на 3,1 % по сравнению с 2006 годом. Наибольшее число говорящих было на алгонкинских языках (175 825 человек), за ними следуют кри (96 575 человек) и оджибве (28 130 человек).
Из вымерших языков наиболее значительную роль в прошлом играли беотукский, гуронский и лаврентийский языки (из последнего происходит слово Канада). Ныне малочисленный изолированный язык хайда ранее занимал большую территорию вдоль побережья Аляски, Британской Колумбии и северных штатов США.
| Языки коренного населения Канады | Языковая семья/группа                    | Число носителей | Родной язык | Домашний язык |
| -------------------------------- | ---------------------------------------- | --------------- | ----------- | ------------- |
| Кри                              | Алгские языки / Алгонкинские языки       | 99 950          | 78 855      | 47 190        |
| Инуктитут                        | Эскимосско-алеутские языки               | 35 690          | 32 010      | 25 290        |
| Оджибва                          | Алгские языки / Алгонкинские языки       | 32 460          | 11 115      | 11 115        |
| Монтанье-наскапи (инну)          | Алгские языки / Алгонкинские языки       | 11 815          | 10 970      | 9 720         |
| Дене                             | Языки на-дене/Атабаскские языки          | 11 130          | 9 750       | 7 490         |
| Оджибва реки Северн              | Алгские языки / Алгонкинские языки       | 12 605          | 8 480       | 8 480         |
| Микмак                           | Алгские языки / Алгонкинские языки       | 8 750           | 7 365       | 3 985         |
| Сиу (дакота, лакота)             | Сиу-катавбанские языки / Дакотские языки | 6 495           | 5 585       | 3 780         |
| Атикамек                         | Алгские языки / Алгонкинские языки       | 5 645           | 5 245       | 4 745         |
| Сиксика (блэкфут)                | Алгские языки / Алгонкинские языки       | 4 915           | 3 085       | 3 085         |
| Догриб                           | Языки на-дене / Атабаскские языки        | 2 645           | 2 015       | 1 110         |
| Алгонкин                         | Алгские языки/Алгонкинские языки         | 2 685           | 1 920       | 385           |
| Кэрриер                          | Языки на-дене / Атабаскские языки        | 2 495           | 1 560       | 605           |
| Гитксан                          | Цимшианские языки                        | 1 575           | 1 175       | 320           |
| Чилкотин                         | Языки на-дене / Атабаскские языки        | 1 400           | 1 070       | 435           |
| Северный слэйви                  | Языки на-дене / Атабаскские языки        | 1 235           | 650         | 650           |
| Южный слэйви                     | Языки на-дене / Атабаскские языки        | 2 315           | 600         | 600           |
| Малесит-пассамакводди            | Алгские языки/Алгонкинские языки         | 790             | 535         | 140           |
| Чипевиан                         | Языки на-дене / Атабаскские языки        | 770             | 525         | 125           |
| Инуиннактун                      | Эскимосско-алеутские языки               | 580             | 370         | 70            |
| Гвичин                           | Языки на-дене / Атабаскские языки        | 570             | 355         | 25            |
| Могавк (мохок)                   | Ирокезские языки                         | 615             | 290         | 20            |
| Шусвап                           | Салишские языки                          | 1 650           | 250         | 250           |
| Нишга                            | Цимшианские языки                        | 1 090           | 250         | 250           |
| Тлингит                          | Языки на-дене / тлингитская ветвь        | 175             | 0           | 0             |

Источник: Statistics Canada, 2006 Census Profile of Federal Electoral Districts (2003 Representation Order): Language, Mobility and Migration and Immigration and Citizenship Ottawa, 2007, pp. 2, 6, 10.

### Канадские диалекты европейских языков

#### Диалектканадских метисов
Диалект канадских метисов — ответвление канадского французского языка, бытующее в среде потомков первых французских поселенцев-торговцев пушниной и их аборигенных супруг. Он включает элементы (в первую очередь лексику) кри, в меньшей степени оджибва и сиу. В отличие от банджи, на диалект канадских метисов не оказала воздействия грамматика индейских языков. Распространён в первую очередь в Манитобе и в прилегающих канадских территориях, а также в США в Северной Дакоте и других штатах, в первую очередь, в индейских резервациях.

#### Диалект украинцев Канады
В Канаде существует вариант украинского языка, который некоторые лингвисты рассматривают как отдельный, существующий только в Канаде диалект. Он был принесён первыми двумя волнами восточнославянской эмиграции из Галиции и Буковины в Австро-Венгрии и более столетия развивался в относительной изоляции. В настоящее время он распространён на западе Канады.

#### Диалект духоборов Канады
Общины духоборов (в первую очередь в Гранд-Форксе и Каслгаре в Британской Колумбии) сохранили собственный диалект русского языка. Он имеет много общего с южнорусскими говорами и отдельные общие черты с украинским языком. В то время как в Закавказье и России духоборы разбиты на небольшие общины, и их диалекты практически утрачены в связи с распространением образования на литературном русском языке, в Канаде предпринимаются усилия по сохранению этого диалекта, несмотря на то что в районах компактного проживания духоборов один из языков по выбору в школе — также литературный, или в местной терминологии «московский», русский язык.

#### Канадский гэльский
Многие иммигранты, селившиеся в приморских провинциях Канады и Ньюфаундленде, говорили на ирландском и шотландском (гэльском) языках.
Ньюфаундленд является единственным местом за пределами Европы, в котором образовался диалект ирландского языка, а также единственным лежащим за пределами Европы географическим объектом, получившим собственное ирландское название — Talamh an Éisc («земля рыбы»). Однако в настоящее время ирландский язык здесь мало распространён.
На шотландском языке говорили преимущественно в долине реки Рестигуш в Нью-Брансуике, в центре и юго-востоке Острова Принца Эдуарда, а также по всей северной части Новой Шотландии, в особенности на острове Кейп-Бретон. В настоящее время в Новой Шотландии предпринимаются попытки создания программ погружения в язык, а также существуют курсы шотландского языка и культуры в Университете Франциска Ксаверия и Гэльском колледже.
Во времена Доминиона на обсуждение Парламента выносился закон о придании шотландскому языку статуса третьего официального языка Канады, однако он не был принят.
На западе Канады шотландский язык смешался с кри, образовав язык банджи.

## Пиджины, смешанные и торговые языки
В Канаде, как и в других местах европейской колонизации, передний край европейского исследования и заселения был, как правило, лингвистически разнородным и нестабильным местом, в котором встречались и взаимодействовали различные языки и культуры.
Необходимость единого средства общения коренного населения с приезжими в целях торговли и (иногда) смешанных браков привела к появлению гибридных языков. Они были, как правило, ограничены небольшой территорией и имели незначительное число носителей, которые обычно знали ещё один язык. Эти языки часто существовали недолго и исчезали после прибытия большего числа говоривших по-английски или по-французски постоянных поселенцев. Среди гибридных языков выделаются мичиф и менее подробно описанный язык банджи — «смешанные языки», развившиеся в среде канадских метисов и ассимилирующихся индейцев и комбинирующие грамматику европейских и коренных языков Канады.

### Мичиф
Мичиф (иногда называемый мичиф-кри или французский кри) был основан на элементах кри, оджибва, сиу и французского языка, то есть из тех же элементов, что и диалект французского языка канадских метисов, но с проникновением грамматики и лексики кри (и отчасти оджибве) в область построения фраз с переходным глаголом и страдательных конструкций (используются характерные полисинтетические глагольные формы, в отличие от диалекта французского, который в этих случаях опирается на грамматику и лексику французского языка). Сегодня на мичифе говорит менее 1000 человек, проживающих в Саскачеване, Манитобе и Северной Дакоте. В пик популярности (около 1900 года) число носителей было, вероятно, раза в три больше.

### Банджи
Банджи или Банги был смесью кри и шотландского и был распространён в районе Ред-Ривер в провинции Манитоба. В 1989 году, когда была предпринята единственная попытка научного исследования языка, жило только шесть человек, знавших банджи.

### Чинукский жаргон
В начале XIX века в Британской Колумбии, Юконе и по всему северо-западному побережью Тихого океана появился пиджин, получивший название чинукский жаргон. Он был смесью языков индейских языков чинук, нутка и чехалис с французским и английским, а также имел некоторое количество слов из других языков, включая гавайский и испанский. Некоторые слова и выражения до сих пор используются местным населением.

### Баскский пиджин
В XVI веке в результате контакта между баскскими китобоями и местными аборигенами на берегах залива Св. Лаврентия и пролива Белл-Айл развился баскский пиджин.

## Двуязычие на федеральном уровне

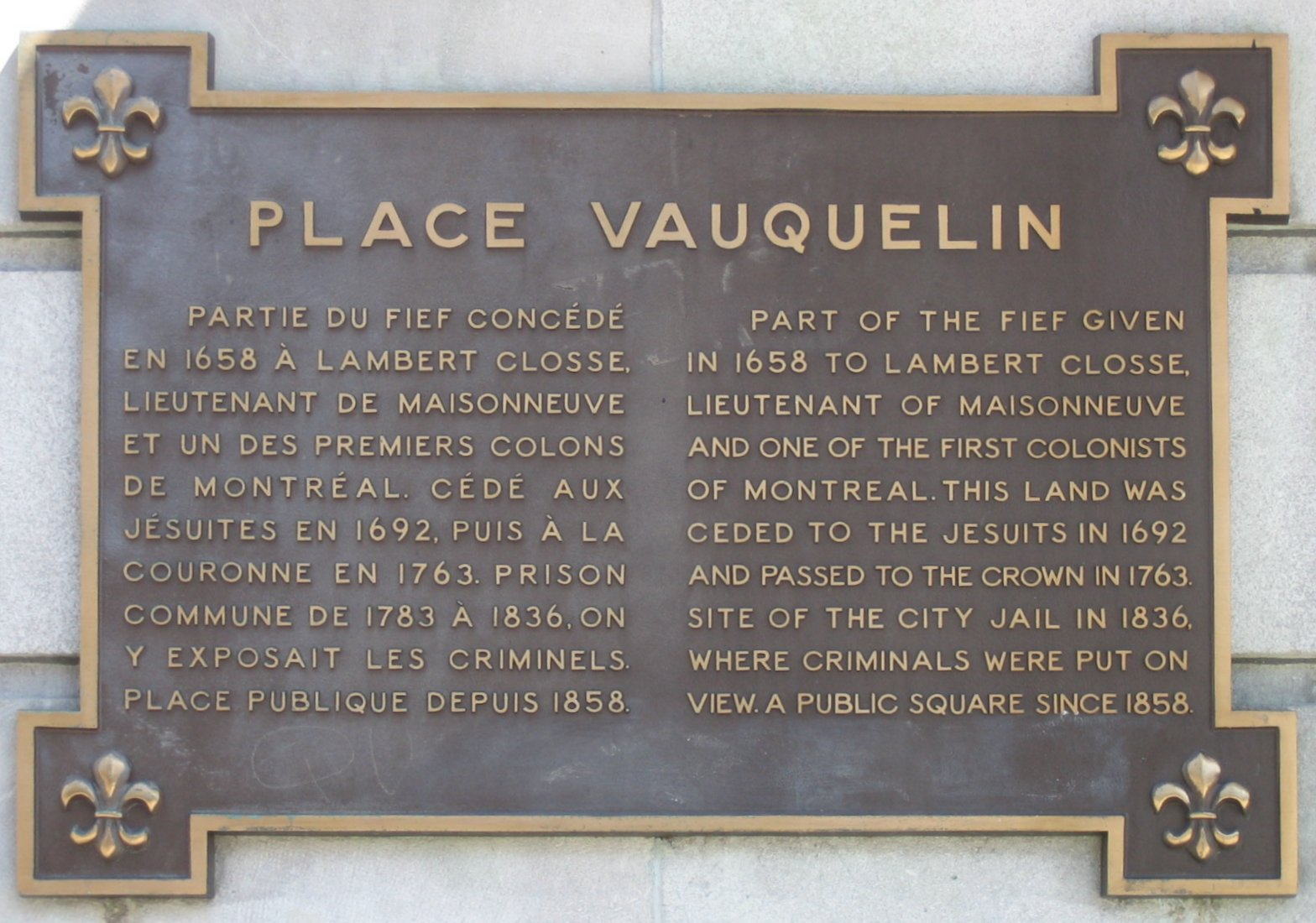
Двуязычная надпись в Монреале

Английский и французский языки имеют равный статус в федеральных судах, Парламенте и во всех федеральных учреждениях. Жители Канады имеют право там, где существует обоснованная необходимость, получать обслуживание от федерального правительства как по-английски, так и по-французски. Иммигранты, обращающиеся за канадским гражданством, как правило, должны знать либо английский, либо французский язык.
Принципы канадского двуязычия защищены статьями 16 — 23 принятой в 1982 году Канадской хартии прав и свобод, содержащими следующие гарантии:
- Английский и французский языки являются официальными языками Канады, имеют одинаковый статус и равные права и привилегии в том, что касается их использования в парламентских и правительственных органах Канады.
- Каждый имеет право употреблять английский или французский язык во время дебатов и в деятельности Парламента.
- Каждый имеет право употреблять английский или французский язык во всех делах, представляемых на рассмотрение в суды, учреждённые Парламентом, и употреблять эти языки во всех стадиях процесса, которые в этих судах имеют место.
- Каждый человек, живущий в Канаде, имеет право употреблять английский или французский язык для передачи сообщений в местонахождение или центральные органы Парламента или Правительства Канады, а также получать сообщения от этих органов.
- Граждане Канады, которые получили своё начальное образование в Канаде на английском или французском языке и которые проживают в провинции, где язык, на котором они получили это образование, является языком англоязычного или франкоязычного меньшинства провинции, […] имеют право обучать своих детей на начальном и среднем уровне на этом языке.

Канадский Закон об официальных языках, впервые принятый в 1969 году и обновлённый в 1988, предоставляет английскому и французскому языкам равный статус во всех федеральных учреждениях.

## Официальная политика на уровне провинций и территорий

### Официально только французский

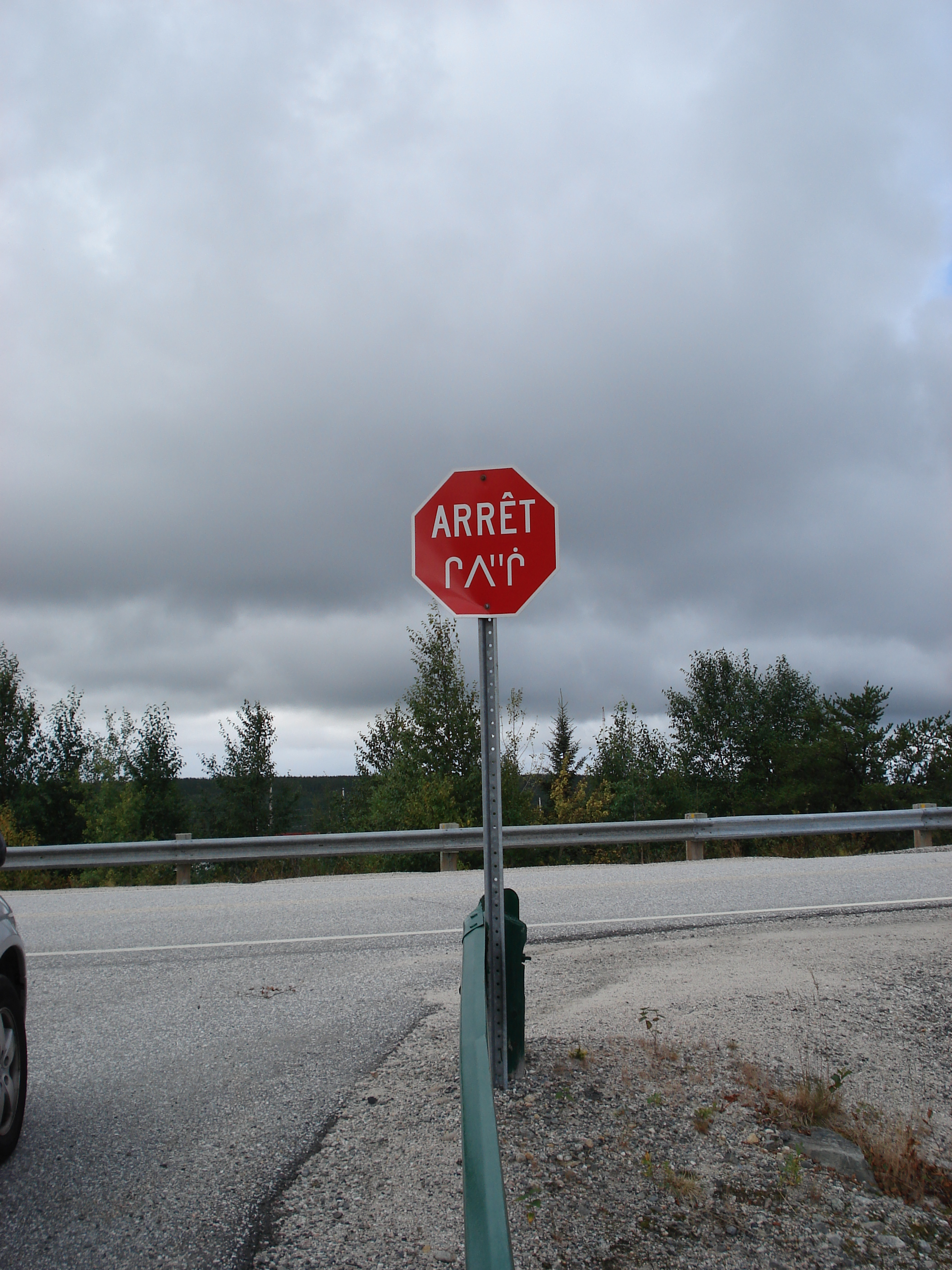
Французско-кри знак перед поворотом на Дорогу залива Джеймса на 257 километре

До 1977 года Квебек был единственной официально двуязычной провинцией Канады, и большинство государственных учреждений там функционировало на обоих языках. Английский язык использовался в законодательных органах, правительственных комиссиях и судах.
Однако после принятия в 1977 году Национальной ассамблеей Квебека Хартии французского языка французский стал единственным официальным языком правительства Квебека. В то же время Хартия французского языка предоставляет определённые права носителям английского языка и языков коренного населения.
Большинство услуг государственных органов доступно как на французском, так и на английском. В регионе Нунавик в северном Квебеке на местном уровне доступно обслуживание на инуктитуте и кри.

### Фактически только английский
В большинстве провинций существуют законы, делающие английский (либо английский и французский) официальным языком законодательных и судебных органов власти. Некоторые провинции проводят собственную языковую политику в области образования и делопроизводства.
В Альберте дебаты в Законодательном собрании могут проходить на английском и французском языках, однако законы пишутся только на английском и не переводятся на французский язык. Французский может использоваться в некоторых судах первой инстанции, но делопроизводство осуществляется практически полностью на английском языке. Таким образом, Альберта де-факто является англоязычной провинцией. Онтарио и Манитоба находятся в похожей ситуации, но разрешают больше услуг на французском на местном уровне.
В Онтарио Закон об обслуживании на французском языке гарантирует франкоязычному населению обслуживание на родном языке на уровне провинции.
В Альберте Закон о школах Альберты защищает право франкоязычных получать среднее образование на французском языке.
В Манитобе гарантируется обслуживание на французском языке, а также предоставляются различные виды образования для франкоязычных.

### Несколько официальных языков
Только одна провинция (Нью-Брансуик) является официально двуязычной. Официальный двуязычный статус провинции был закреплён в 1980 году в Канадской хартии прав и свобод.
Все три территории Канады провозгласили официальными несколько языков:
- Северо-Западные территории — английский, французский, кри, инуиннактун, инуктитут, инуктун, северный слейви, южный слейви, догриб и чипевиан
- Нунавут — английский, французский, инуктитут и инуиннактун
- Юкон — английский и французский

Несмотря на официальную двуязычность Нью-Брансуика, равенство языков фактически не достигается (англ. 70 %, фр. 30 %).
В остальных приведённых случаях признание зачастую сводится к формальному признанию языка официальным, однако обслуживание на всех языках, кроме английского, ограничено.
Например, жители Северо-Западных территорий имеют право использовать любой из одиннадцати официальных языков в территориальных судах, а также в дебатах и законодательстве. Однако силу имеют только английская и французская версии закона. Правительство издаёт законы и другие документы на других официальных языках только по запросу со стороны законодательной власти.
Обслуживание на всех официальных языках ограничивается теми учреждениями и ситуациями, где существует необходимость использования данного языка. На практике это означает, что обслуживание на английском доступно повсеместно, в то время как обслуживание на других языках гарантировано только в судах.